# Hamburg-Dulsberg
Dulsberg ist ein Stadtteil im Bezirk Hamburg-Nord der Freien und Hansestadt Hamburg. Dulsberg ist flächenmäßig einer der kleinsten Stadtteile Hamburgs. Bis 1951 bildete er zusammen mit Barmbek-Nord und Barmbek-Süd den Stadtteil Barmbek.

## Geographie
Dulsberg liegt im Osten der inneren Stadt Hamburgs, die durch verdichtete Stadtstruktur mit zentralen Funktionen geprägt ist. Die Bevölkerungsdichte von 14.500 Einwohnern pro Quadratkilometer ist im Vergleich der Hamburger Stadtteile sehr hoch, sie liegt etwa auf dem Niveau von Ottensen (12.500 Einwohner/km²) oder der Sternschanze (15.500). Dulsberg wird abgrenzt zu den Nachbarstadtteilen: nach Barmbek-Süd durch den Verlauf der S-Bahn-Strecke, nach Barmbek-Nord durch die Osterbek sowie nach Wandsbek durch den Wartenburger Weg, Kiefhörn, den Eulenkamp und die Stormarner Straße. Im äußersten Südwesten, am S-Bahnhof Friedrichsberg, hat Dulsberg eine wenige Meter lange gemeinsame Grenze mit Eilbek.
Während die Grenzen zu den beiden Barmbeker Stadtteilen mit der Aufteilung des alten Stadtteils Barmbek 1951 festgelegt wurden, wurde der Kiefhörn als Grenze zum damaligen Dorf Hinschenfelde bereits 1365 in einem Vergleich der jeweiligen Grundherren vereinbart (s. a. Abschnitt Geschichte).

### Grünanlagen und Plätze
Zentral durch den Stadtteil zieht sich der „Grünzug Dulsberg“, eine etwa 50 Meter breite und als Park gestaltete Anlage. Eine weitere Grünfläche liegt im Norden des Stadtteils beidseits der Osterbek. Unmittelbar hinter der südwestlichen Stadtteilgrenze befindet sich bereits in Barmbek-Süd der Friedrichsberger Park. Viele Dulsberger Wohnanlagen verfügen daneben über Grünflächen in den Innenhöfen.
Entlang der S-Bahn und an der Osterbek liegen jeweils mehrere Kleingartenparzellen.
Zentraler Platz des Stadtteils ist der Straßburger Platz. Daneben gibt es an der Kreuzung Eulenkamp / Elsässer Straße den Elsässer Platz. Bis 2004 als Marktplatz genutzt, wurde er 2021 mit Bäumen und Sitzgelegenheiten neu gestaltet.

## Geschichte

Auf dem Stadtplan von 1910 findet der Dulsberg noch keine Erwähnung. In Bildmitte deutlich erkennbar: Der Alte Teichweg und die Straßburger Straße

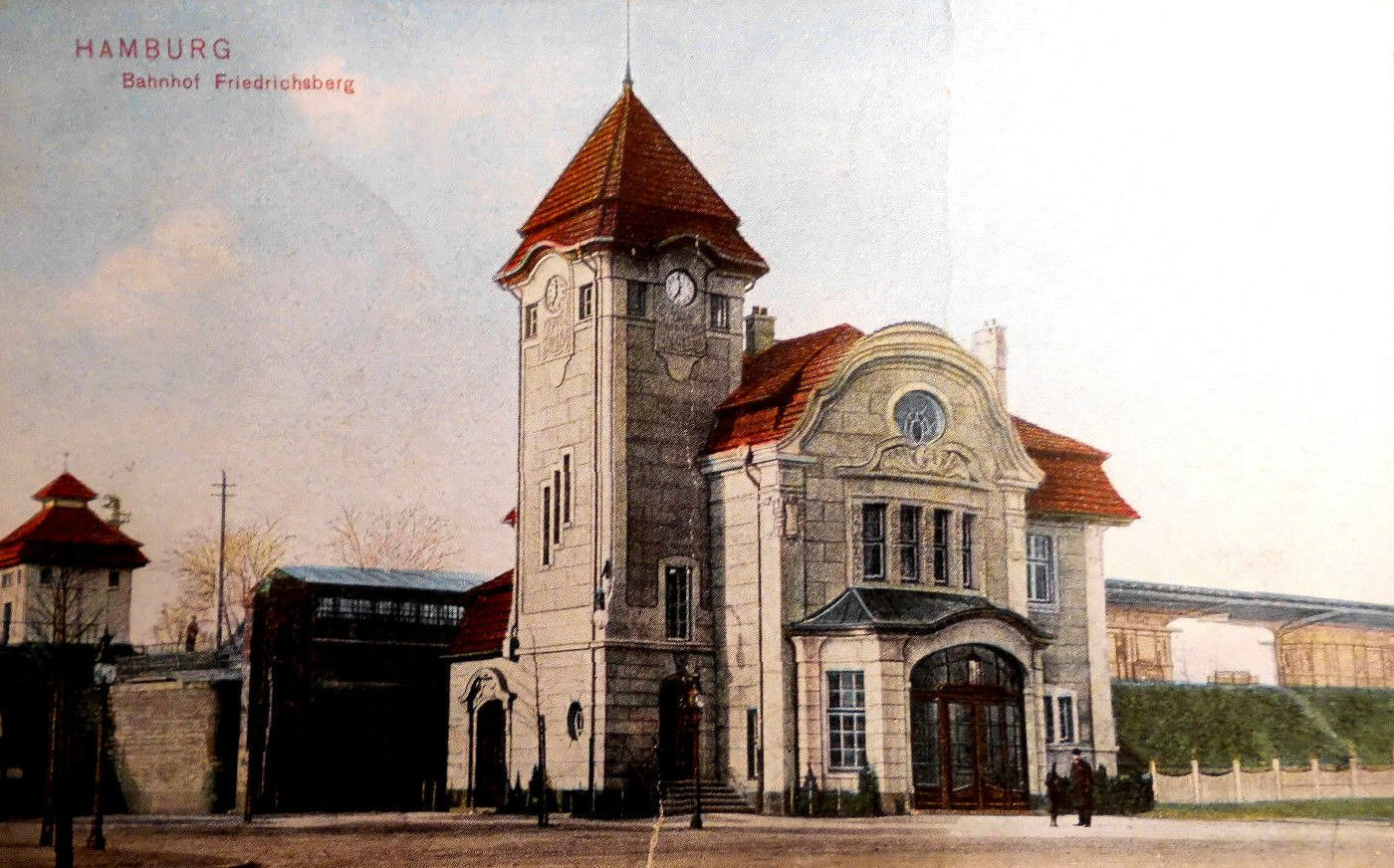
Bahnhof Friedrichsberg um 1906 mit nicht mehr bestehendem Bahnhofsgebäude

Der Name ist zurückzuführen auf eine Anhöhe, die Tollsberg (Teufelsberg oder Zollberg) genannt wurde und in etwa im heutigen Kreuzungsbereich Krausestraße und Lauenburger Straße lag. Dulsberger Gemarkungen wurden 1365 erstmals urkundlich erwähnt, als die Grenzstreitigkeiten zwischen den Eigentümern Barmbeks, dem Hospital zum Heiligen Geist und den Eigentümern Hinschenfeldes, den Brüdern Henneke und Emeke von Strutz, in einem Vergleich beigelegt wurden, wonach unter anderem das Gehölz „Kyfhorn“ (dort, wo sich heute die Straße Kiefhörn befindet) „scholen bliefen ewiglick by dem Dorpe Barnebeke und by dem Huse des hilligen Geistes tho Hamborch“. Jahrhundertelang blieb der Dulsberg Ackerland der Barmbeker Bauern, ab Anfang des 20. Jahrhunderts bezog die Stadt Hamburg ihn in die Pläne zur Stadterweiterung ein. Mit dem Bau der Stadtbahn nach Hamburg-Ohlsdorf wurde die Osterbek kanalisiert, da auch die Erdmassen zum Bau der Bahndämme verwandt wurden. 1910 entstand hier an der späteren Grenze zu Barmbek-Nord erste Industrie. Am Südwestzipfel des Dulsbergs wurde am 5. Dezember 1906 der Bahnhof Friedrichsberg zur Anbindung der Staatskrankenanstalt Friedrichsberg eröffnet.
Für die weitere Besiedlung wurde ab 1897 eine Bebauungsplanung erstellt, diese erlangte 1903 Rechtskraft, und sofort begann der Wohnungsbau. Vom Bahnhof Friedrichsberg bis zur Probsteier Straße entstanden bis zum Ersten Weltkrieg eng gebaute, sechsgeschossige Wohnbauten. In den 1920er-Jahren gelang es dem Baudirektor Fritz Schumacher, die Planung radikal zu verändern. Ein über 1 km langer Grünzug, parallel zwischen den Hauptstraßen (Straßburger Straße und Alter Teichweg) gelegen, gliedert die Wohnbereiche. Schumacher begründete damit ein neues Kapitel in der Stadtplanung. Statt sechsgeschossige Putzbauten wurden nun drei- und viergeschossige Klinkerbauten in Blockweise errichtet mit vielen begrünten Freiflächen. Die Bauarbeiten endeten 1931 aufgrund der Weltwirtschaftskrise.
Mit Wirkung zum 11. Mai 1951 wurde durch das Gesetz über die Bezirksverwaltung in der Freien und Hansestadt Hamburg (1949) der damalige Bezirk Barmbeck-Südost aufgeteilt und es entstand der Stadtteil Dulsberg.

### Industrie
1910 nahm am Osterbekkanal Hamburgs zweite Müllverbrennungsanlage ihren Betrieb auf. Sie stellte ihn jedoch, unter anderem wegen der extremen Geruchsbelästigung, bereits 1939 wieder ein. Nach der Zerstörung im Zweiten Weltkrieg wurde die Anlage nicht wieder in Betrieb genommen. Die beiden 50 Meter hohen Schornsteine blieben noch bis in die 1960er-Jahre stehen, da eine Sprengung wegen der umliegenden Wohngebäude erst nicht möglich schien. Zum gezielten Einsturz der Reste wurde dann schließlich auch eine Kerbe in das Mauerwerk gemeißelt. Nach dem Abriss wurden auf dem Gelände mehrere Gewerbebetriebe angesiedelt.
Ein weiterer Industriebetrieb auf dem Dulsberg war die benachbarte Fischkonservenfabrik „Walckhoff“, die ebenfalls 1910 ihren Betrieb aufnahm. Die Firma existierte bis 1972.

### Religionen

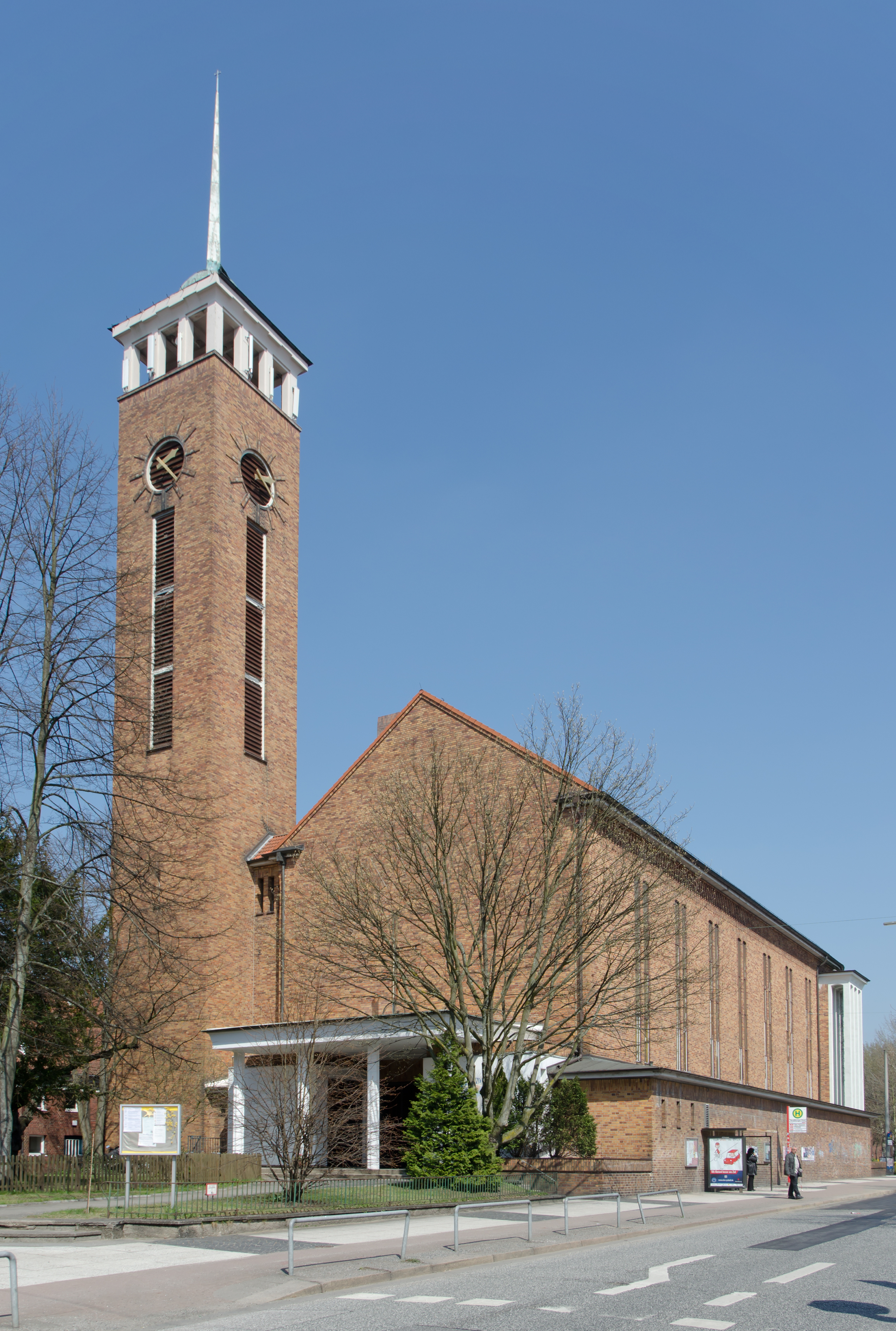
Frohbotschaftskirche auf dem Straßburger Platz (→ Ostansicht)

Auf dem Dulsberg gibt es zwei evangelisch-lutherische Kirchen. Während die Frohbotschaftskirche bereits beim Bau des Stadtteils eingeplant und Mitte der 1930er-Jahre erbaut wurde, kam die Dietrich-Bonhoeffer-Kirche in den 1960er-Jahren hinzu. Die Gemeinde war zu dem Zeitpunkt mit 13.500 Gläubigen und vier Pfarrstellen die personmäßig größte in der ehemaligen Hamburgischen Landeskirche. Man entschloss sich daher zur Teilung der Gemeinde. Ende der 1990er-Jahre fusionierten die beiden Gemeinden aufgrund des Rückgangs der Kirchenmitgliederzahl wieder. Seit 2005 nutzt die Gemeinde die Bonhoeffer-Kirche nicht mehr. Nach verschiedenen Zwischennutzungen – unter anderem fanden dort Gottesdienste der katholisch-apostolischen Gemeinde statt, während deren Kirche saniert wurde – ist das Gotteshaus seit September 2015 an die chinesisch-christliche Gemeinde in Hamburg vermietet.

## Statistik
- Anteil der unter 18-Jährigen: 11,1 % [Hamburger Durchschnitt: 16,8 % (2023)][4]
- Anteil der über 64-Jährigen: 13,3 % [Hamburger Durchschnitt: 17,8 % (2023)][4]
- Ausländeranteil: 26,0 % [Hamburger Durchschnitt: 20,7 % (2023)][4]
- Arbeitslosenquote: 10,1 % [Hamburger Durchschnitt: 6,2 % (2023)][4]

Das durchschnittliche Einkommen je Steuerpflichtigen beträgt in Dulsberg 27.214 Euro jährlich (2033), der Hamburger Gesamtdurchschnitt liegt bei 48.035 Euro.

## Bauwerke

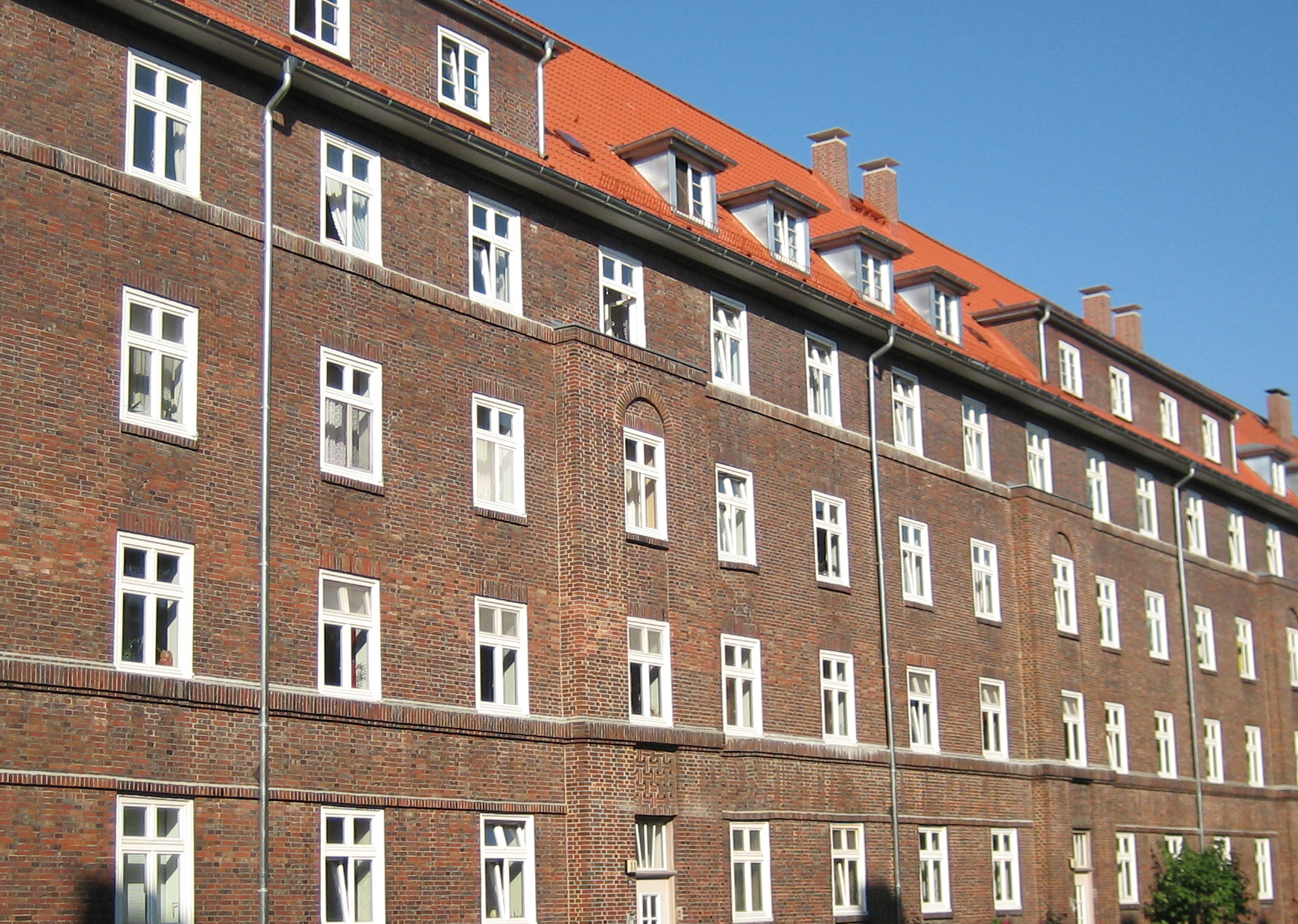
Äußere Fassade der Siedlung von Fritz Schumacher aus den 1920er Jahren mit den typischen Backsteinen

Das heutige Dulsberg wurde 1918 von dem Oberbaudirektor Fritz Schumacher als Neubausiedlung konzipiert. Kern des Entwurfs war ein Grünzug, der den Stadtteil in einen Nord- und einen Südteil trennt, wobei die Parkanlage eher verbindet. Die Abfolge Hauptstraße (Alter Teichweg) – Wohnblock – Grünzug – Wohnblock – Hauptstraße (Straßburger Straße) bildete ein neues stadtplanerisches Gestaltungsschema, welches heute noch bei Hamburgs Neubauvorhaben (Grasbrook, Oberbillwerder) Anwendung findet. Das Plangebiet umfasste den gesamten Bereich des Stadtteils zwischen Krausestraße (damals Ahrensburger Straße), dem Osterbekkanal und Eulenkamp. Die Geschossanzahl wurde von damals üblichen fünf bis sechs Stockwerken auf eine durchweg vierstöckige – in der Nähe des Grünzüges dreistöckige – Blockbauweise reduziert. Die Umplanungen waren durch den umfangreichen städtischen Grundbesitz möglich.
Schumacher selbst zeichnete als Architekt für die Schulen Alter Teichweg, Adlerstraße und Krausestraße verantwortlich. Weitere Architekten waren Hans und Oskar Gerson, Karl Schneider, die Gebrüder Paul und Hermann Frank und die Architektengemeinschaft Rudolf Klophaus, August Schoch und Erich zu Putlitz. Der damals wegweisende Baustil des Reformwohnungsbaus ist heute noch Besuchsziel zahlreicher in- und ausländischer Architekten und Stadtplaner.

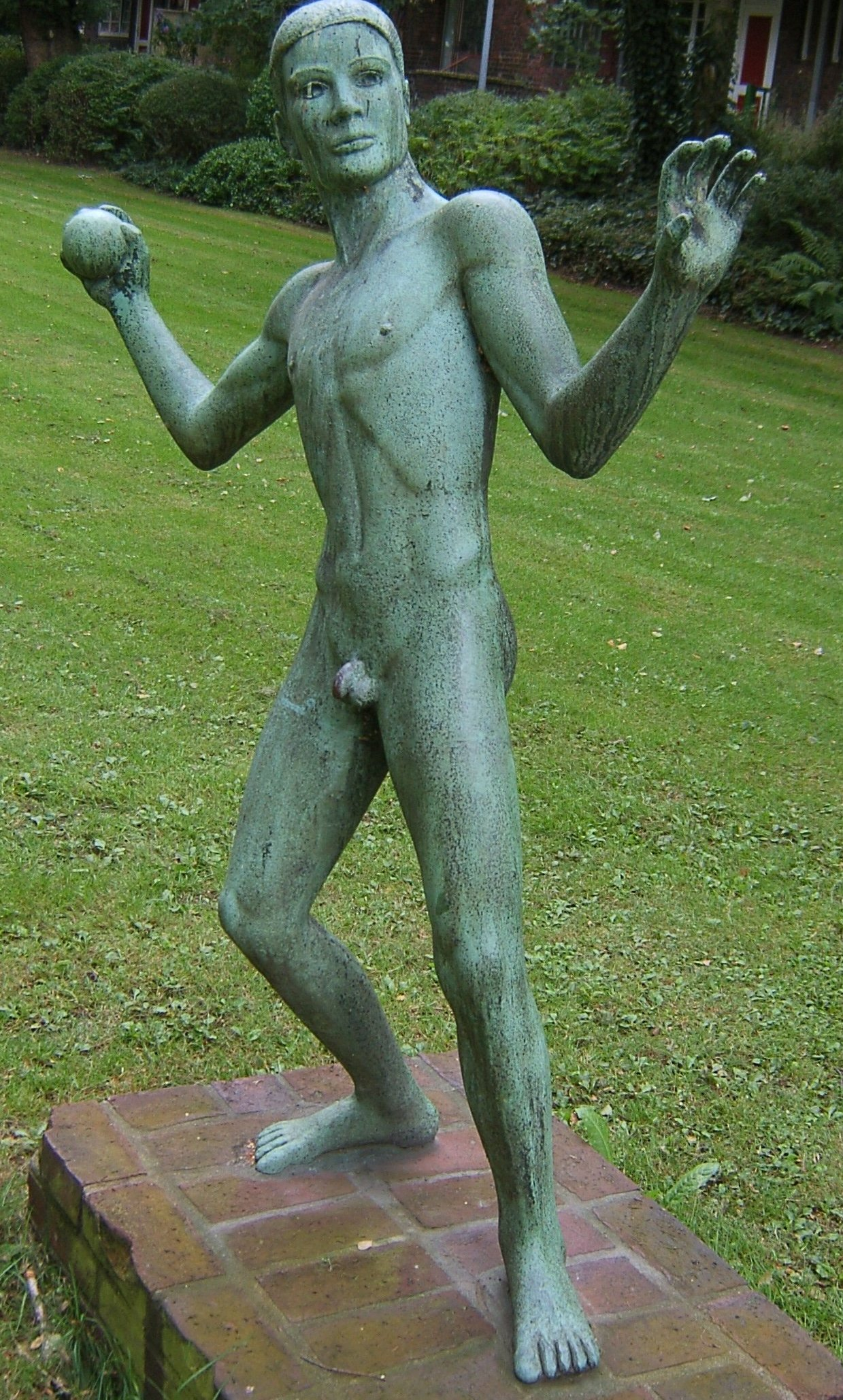
In den Innenhöfen der Frank’schen Laubengänge

Eulenkamp und Stormarner Straße bildeten die Grenze zum preußischen Wandsbek.
Lediglich im südlichen Teil der Dithmarscher Straße gab es eine Bebauung aus der Zeit der Jahrhundertwende.
Während des Zweiten Weltkrieges wurde Dulsberg durch die Operation Gomorrha fast vollständig zerstört. Auf dem Dulsberg soll das „Mahnmal zur Erinnerung an die Bombenopfer“ Ecke Alter Teichweg/Lothringer Straße daran erinnern Vielfach waren allerdings durch die Zerstörung mit Brandbomben noch die Außenmauern erhalten. Daher baute man nach alten Plänen wieder auf. Bei den 1927 bis 1931 von den Gebrüdern Frank erbauten Laubengängen waren nur die obersten Stockwerke betroffen, da für die Decken und Treppenhäuser Beton verwandt wurde.

## Politik
Für die Wahl zur Hamburgischen Bürgerschaft gehört Dulsberg zum Wahlkreis Barmbek – Uhlenhorst – Dulsberg.
Bei den Bürgerschaftswahlen 2025, 2020, 2015, 2011, 2008, 2004, 2001, 1997, 1993, 1991, 1987 und 1986 kam es zu folgenden Ergebnissen:
| Wahljahr | SPD    | Grüne 1) | Linke 2) | CDU    | AfD    | FDP    | Übrige    |
| -------- | ------ | -------- | -------- | ------ | ------ | ------ | --------- |
| 2025     | 33,1 % | 18,7 %   | 18,4 %   | 09,9 % | 08,3 % | 02,0 % | 09,5 %    |
| 2020     | 37,2 % | 25,2 %   | 14,3 %   | 05,6 % | 05,6 % | 02,6 % | 09,5 %    |
| 2015     | 47,5 % | 12,0 %   | 13,7 %   | 09,4 % | 06,3 % | 03,6 % | 07,5 %    |
| 2011     | 52,2 % | 11,5 %   | 11,2 %   | 12,9 % | –      | 03,5 % | 08,7 %    |
| 2008     | 42,9 % | 09,3 %   | 11,5 %   | 29,2 % | –      | 03,0 % | 04,1 %    |
| 2004     | 38,8 % | 12,7 %   | –        | 35,8 % | –      | 02,2 % | 10,5 %    |
| 2001     | 46,8 % | 08,2 %   | 00,7 %   | 18,8 % | –      | 03,0 % | 22,5 % 3) |
| 1997     | 44,6 % | 15,0 %   | 01,3 %   | 20,4 % | –      | 02,1 % | 16,6 % 4) |
| 1993     | 50,4 % | 13,4 %   | –        | 16,3 % | –      | 02,6 % | 17,3 % 5) |
| 1991     | 59,0 % | 07,5 %   | –        | 25,3 % | –      | 02,7 % | 05,4 %    |
| 1987     | 55,3 % | 08,0 %   | –        | 31,5 % | –      | 03,8 % | 01,4 %    |
| 1986     | 52,6 % | 10,4 %   | –        | 32,2 % | –      | 02,9 % | 01,8 %    |

Bei Wahlen zum Deutschen Bundestag gehört der Stadtteil Dulsberg zum Wahlkreis Hamburg-Mitte.
Bei der Wahl zur Bezirksversammlung Hamburg-Nord zählt Dulsberg zum Wahlkreis 5 „Barmbek-Süd/Dulsberg“.

## Sport

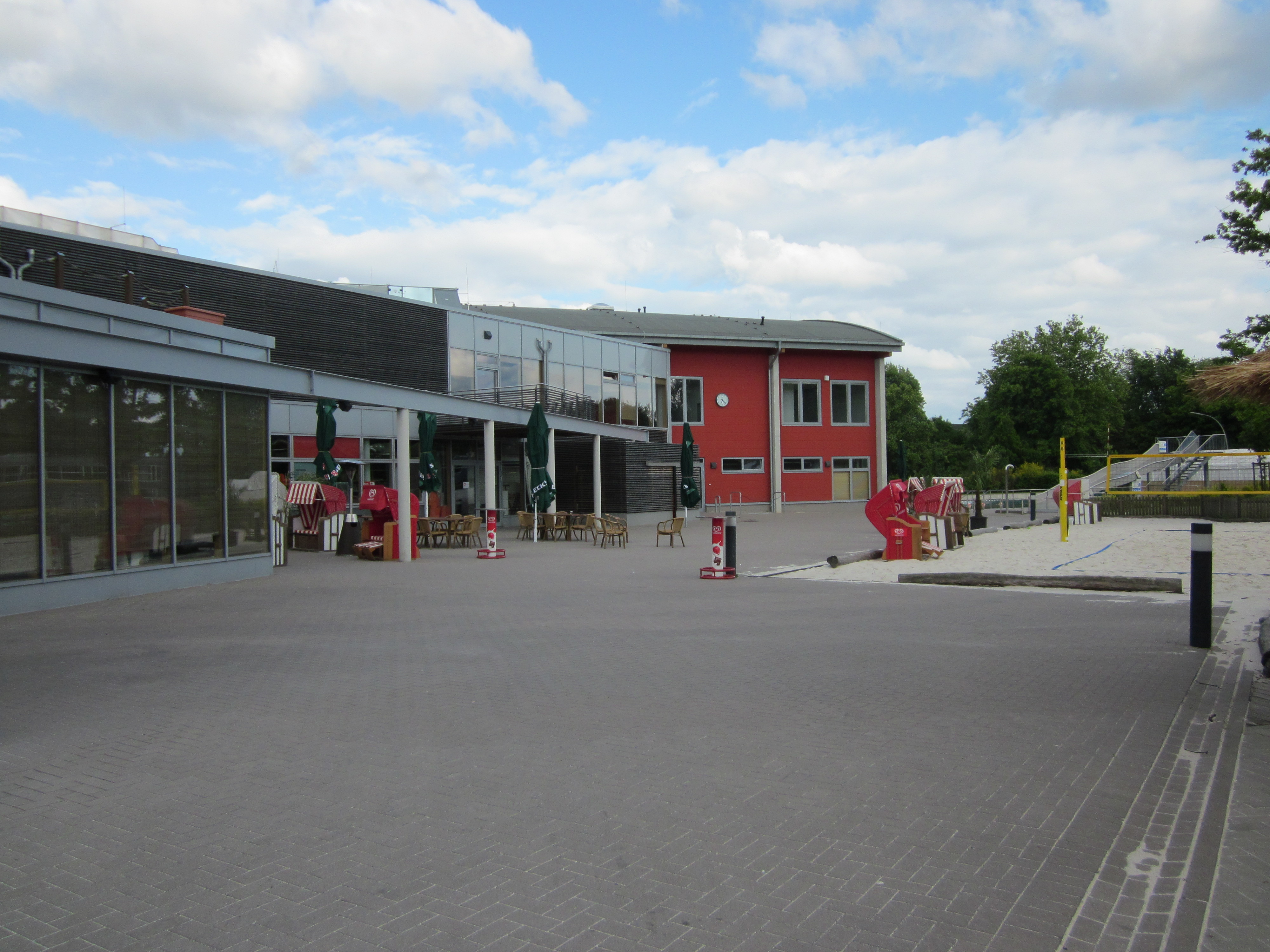
Das Beach-Center Hamburg wurde 2010 errichtet.

In Dulsberg liegt der Olympiastützpunkt Hamburg/Schleswig-Holstein. Das Dulsberg-Bad im Osten des Stadtteils, das zum Olympiastützpunkt gehört, ist zugleich Landesleistungszentrum des Hamburger Schwimmverbandes. Vorgesehen sind der Bau der Landes-Leistungszentren für Handball und Judo auf dem gleichen Gelände.
Die Stadtteilschule Alter Teichweg ist wegen ihrer Nähe zum Olympiastützpunkt zur Eliteschule des Sports ausgebaut worden. Derzeit gibt es sportbetonte Klassen, die mit Mitgliedern der Nachwuchskader des Hamburger Fußball-Verbandes und des Hamburger Schwimmverbandes bestückt werden. Der Schulalltag wird so gestaltet, dass ein leistungsorientiertes Training in den Tagesablauf eingepasst werden kann. Außerdem wird bei der zeitlichen Planung von Klassenarbeiten und Abschlussprüfungen auf die Wettkampftermine der Schüler Rücksicht genommen.
Mit dem Beach-Center Hamburg wurde am Rande des Freibades 2010 eine weitere Sportanlage auf dem Dulsberg geschaffen. Neben Außenplätzen gibt es auch zwei Hallen für Beachvolleyball.

## Wirtschafts- und Sozialstruktur

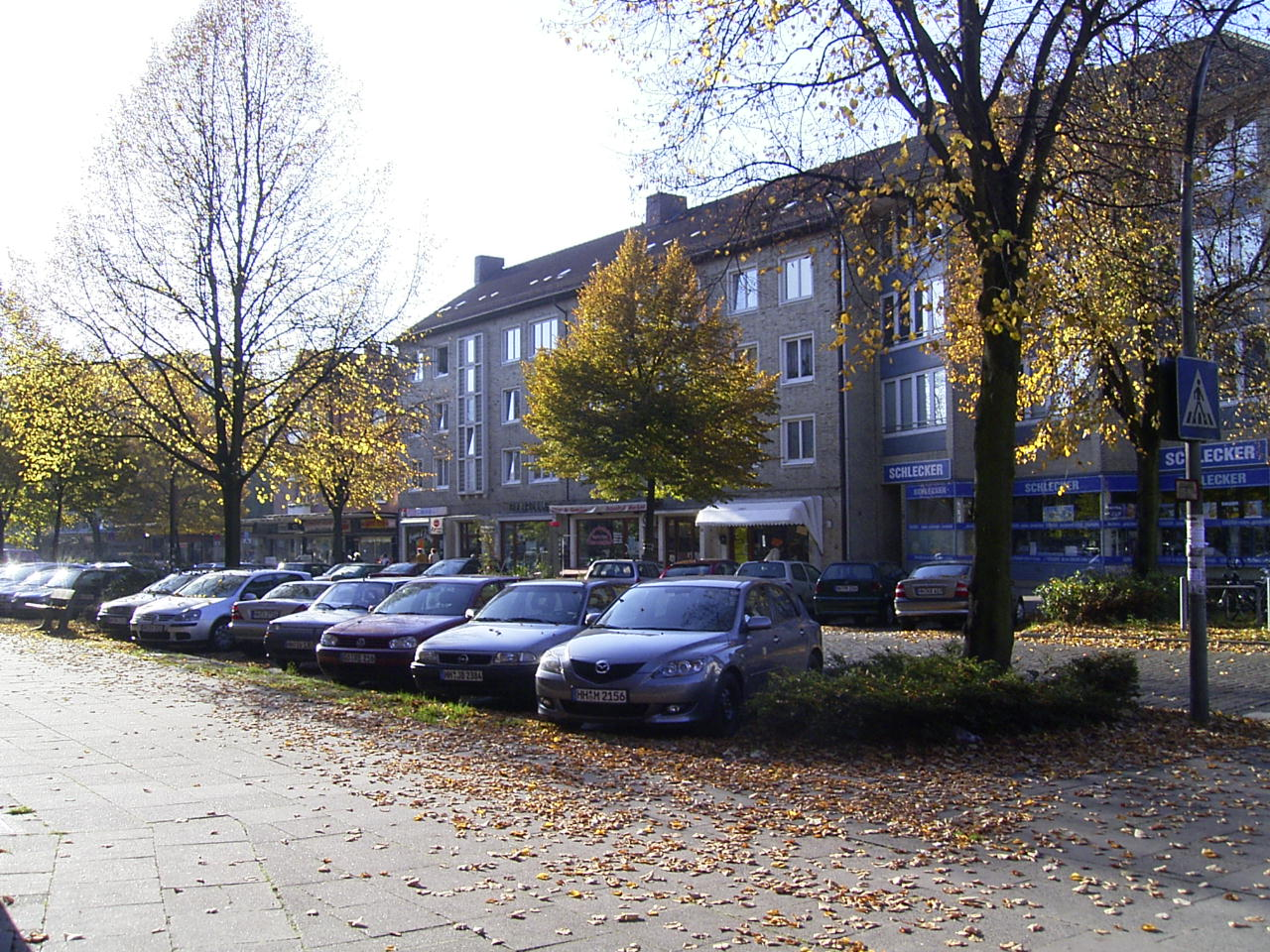
Die Dithmarscher Straße ist trotz Strukturwandels immer noch die Haupteinkaufsstraße auf dem Dulsberg.

Dulsberg ist einer der ärmeren Stadtteile Hamburgs. Das Durchschnittseinkommen je Steuerpflichtigem war 2016 mit 19.453 Euro deutlich niedriger als der Hamburger Durchschnitt von etwa 35.500 Euro. 17,7 Prozent der Bevölkerung bezogen im Jahr 2016 Leistungen nach Hartz IV, verglichen mit 10,3 Prozent der gesamten Hamburger Bevölkerung. Die Arbeitslosenquote lag 2016 bei 8,9 Prozent der 15- bis 65-Jährigen. Vergleichsweise wenig Dulsberger sind im Rentenalter: lediglich 12,9 Prozent der Einwohner sind 65 Jahre und älter, in ganz Hamburg sind etwa 18,3 Prozent der Menschen bereits so alt.
Dulsberg wurde im Rahmen eines Programms der sozialen Stadtteilentwicklung in den Jahren 1995 bis 2002 massiv saniert und umgestaltet. Eine teilweise Zusammenlegung von Kleinwohnungen schaffte größere und familiengerechtere Wohnungen.
Inzwischen ist Dulsberg auch Ziel von wohnungssuchenden Studenten. Zwar ist die Gastronomie-Szene eher bodenständig, aber die gute Verkehrsanbindung und das Angebot von vergleichsweise günstigen Wohnungen in einem ruhigen und auch grünen Quartier sind verlockend.
In den letzten Jahren mussten viele kleine Einzelhändler ihr Geschäft aufgeben. Dies liegt nicht nur an der geringen Kaufkraft, sondern auch an der Nähe zum Bezirkszentrum Wandsbek Markt mit einem stark ausdifferenzierten Einzelhandelsangebot, das viele Kunden aus dem Quartier abschöpft. Insbesondere in der Dithmarscher Straße, einer Ladenstraße im Stil der 1950er-Jahre, haben viele kleine Einzelhändler schließen müssen. Einige ehemalige Ladengeschäfte wurden dort inzwischen zu Wohnungen umgewidmet. Kleinere Geschäfte und Gastronomie finden sich heute vorwiegend in der Dithmarscher Straße und entlang der Straßburger Straße um den Straßburger Platz, auf dem auch ein Wochenmarkt stattfindet. Am Alten Teichweg finden sich drei Supermärkte und in den Hinterhöfen am Osterbekkanal auch Flächen für Kleingewerbe und Handwerker. Weitere Gewerbeflächen sind im Westen des Stadtteils, zwischen der Krausestraße und der S-Bahn. Davon abgesehen ist die Infrastruktur in Dulsberg beeinflusst von der Lage zwischen den beiden dicht benachbarten, gut ausgebauten und schnell erreichbaren Bezirkszentren (B1-Zentren) in Wandsbek (Wandsbek Markt) und Barmbek (Fuhlsbüttler Straße).
Von den 2004 im Stadtteil vorhandenen etwa 10.500 Wohneinheiten waren in der Summe knapp 4.900 Einheiten im Besitz der städtischen Wohnungsgesellschaft SAGA oder von Genossenschaften.

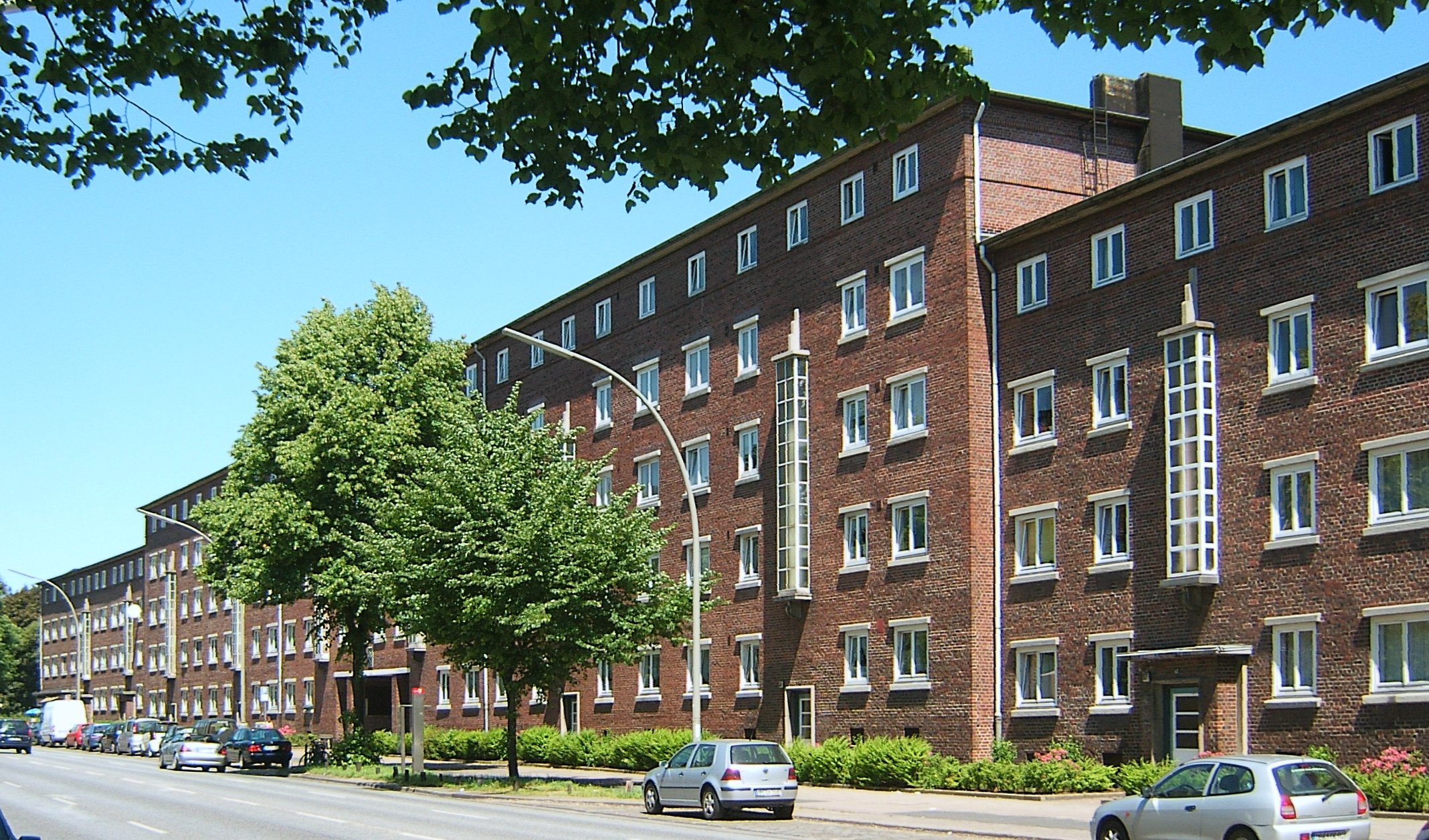
Der Friedrich-Naumann-Hof an der Nordschleswiger Straße
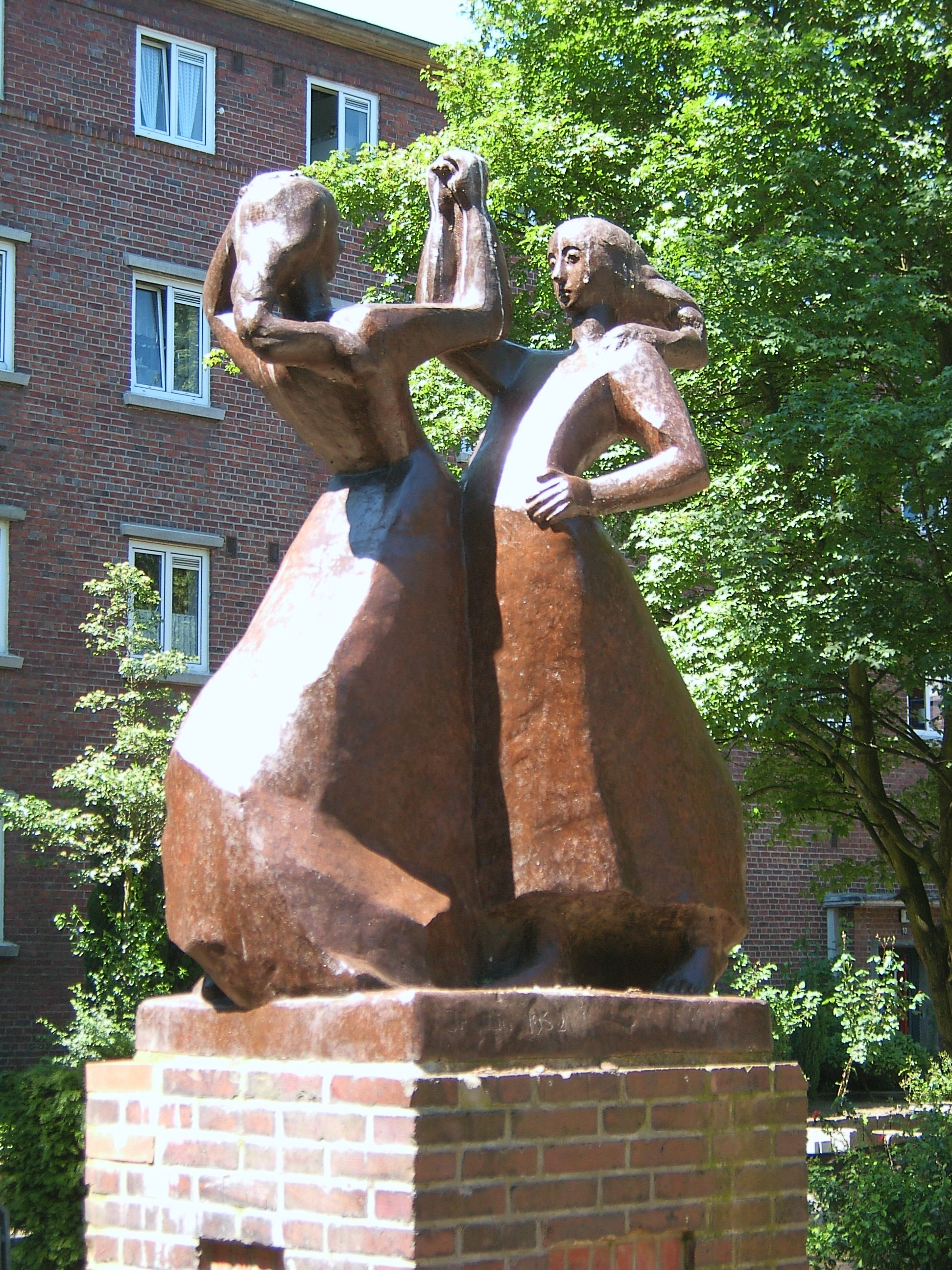
Tanzende Mädchen von Martin Irwahn im Innenhof des Friedrich-Naumann-Hofs (ehem. Brunnen)
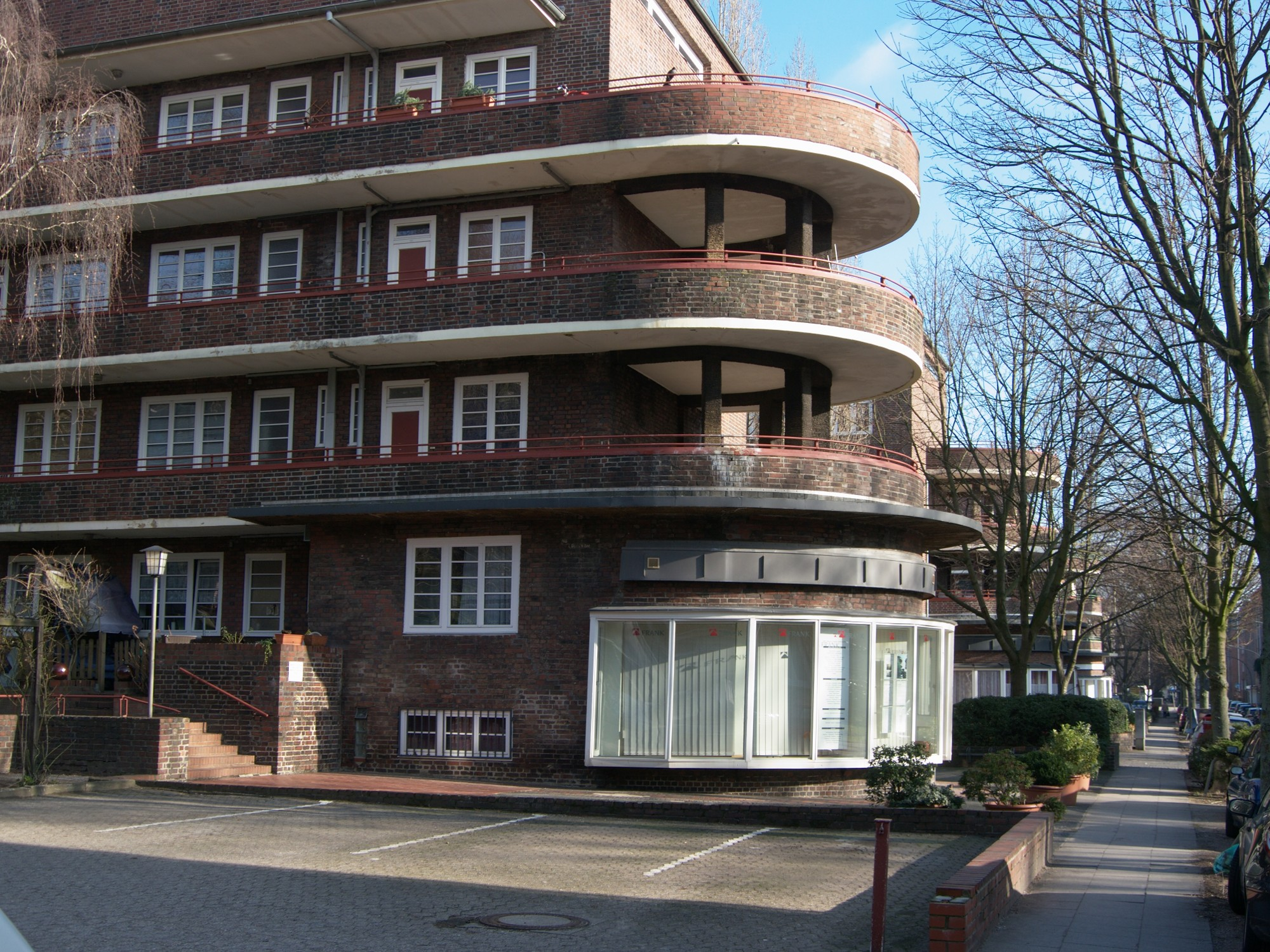
Laubenganghäuser Oberschlesische Straße
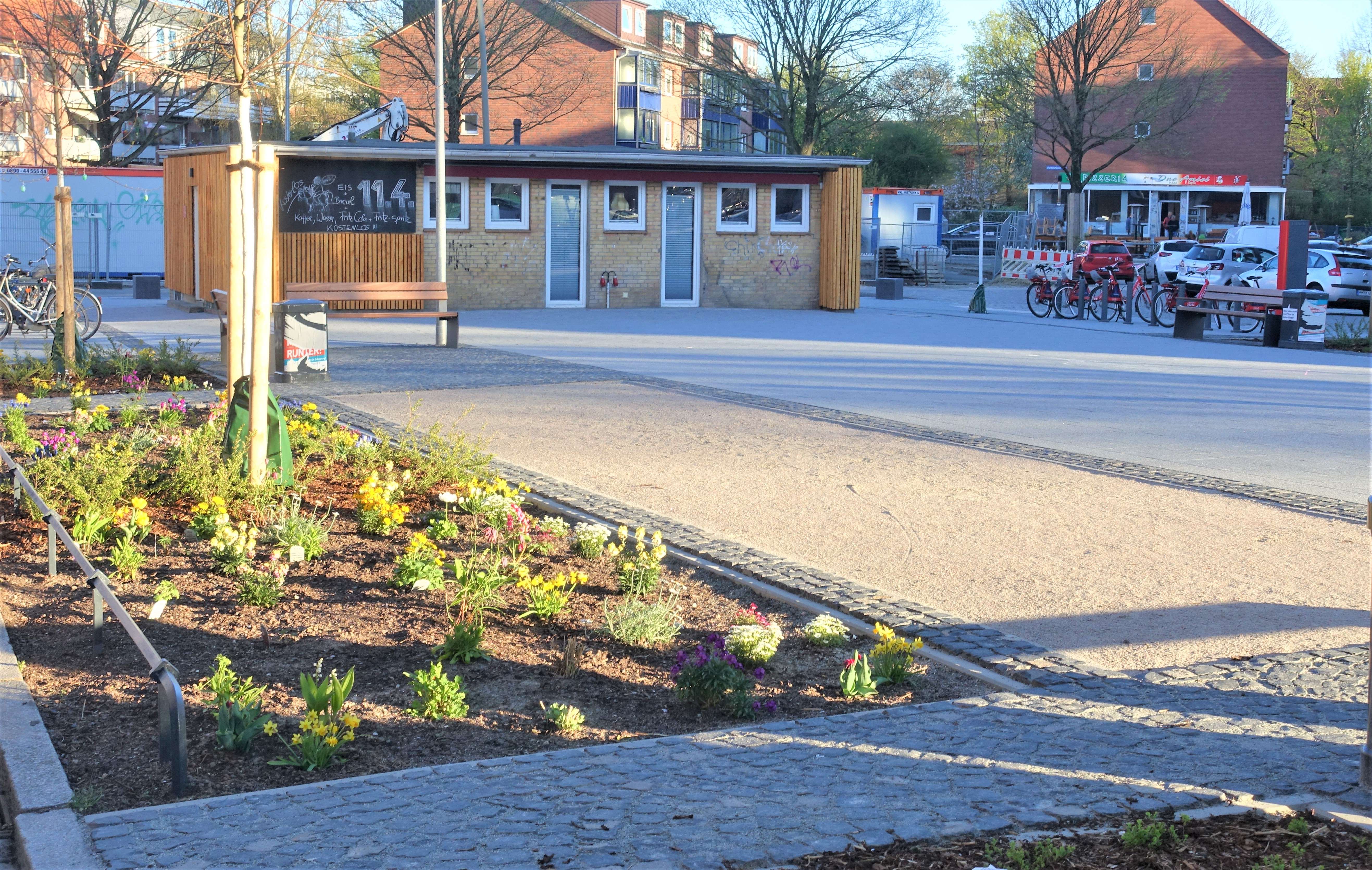
Elsässer Platz Einweihung am 11. April 2022

## Verkehr

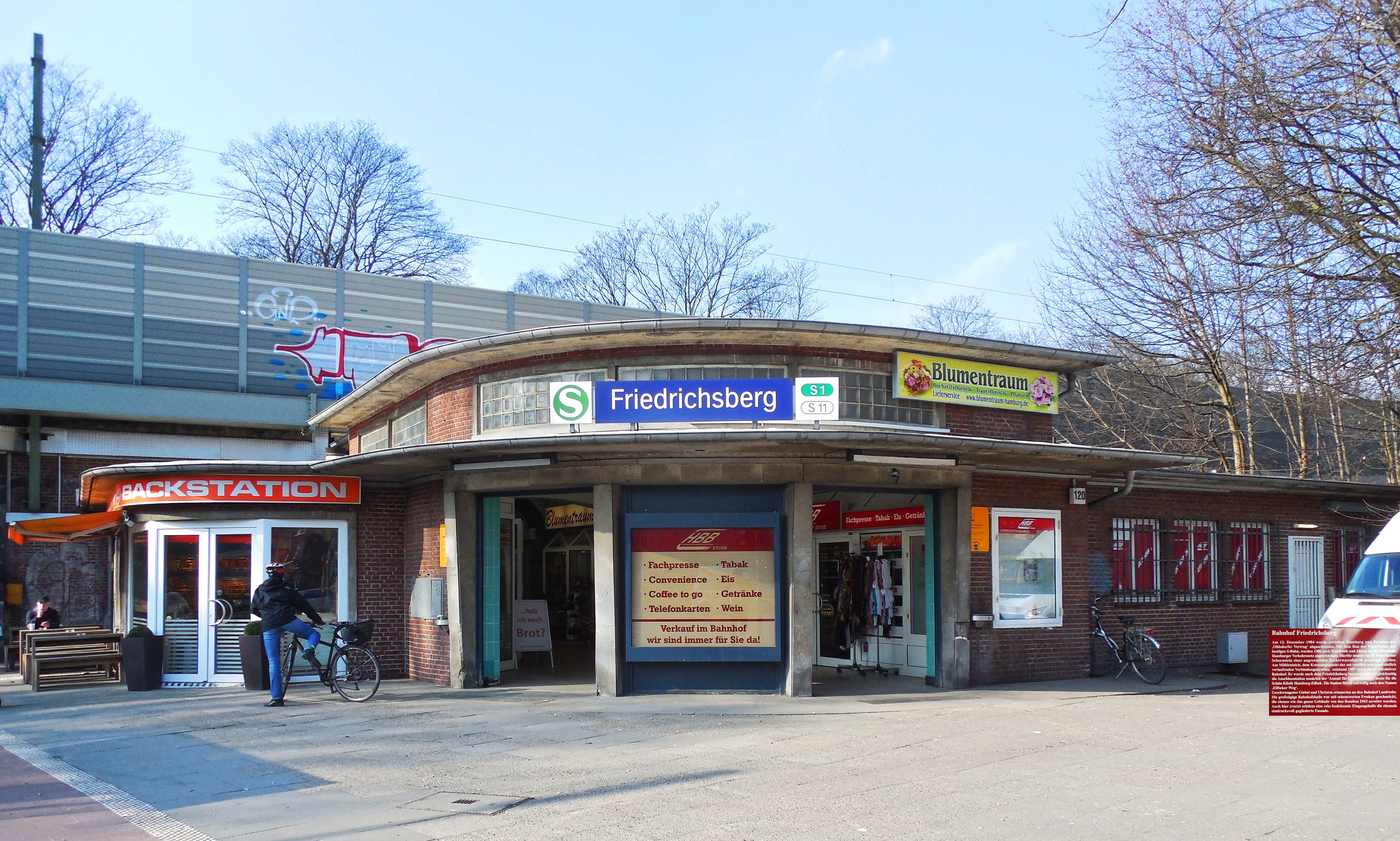
S-Bahn-Station Friedrichsberg heute

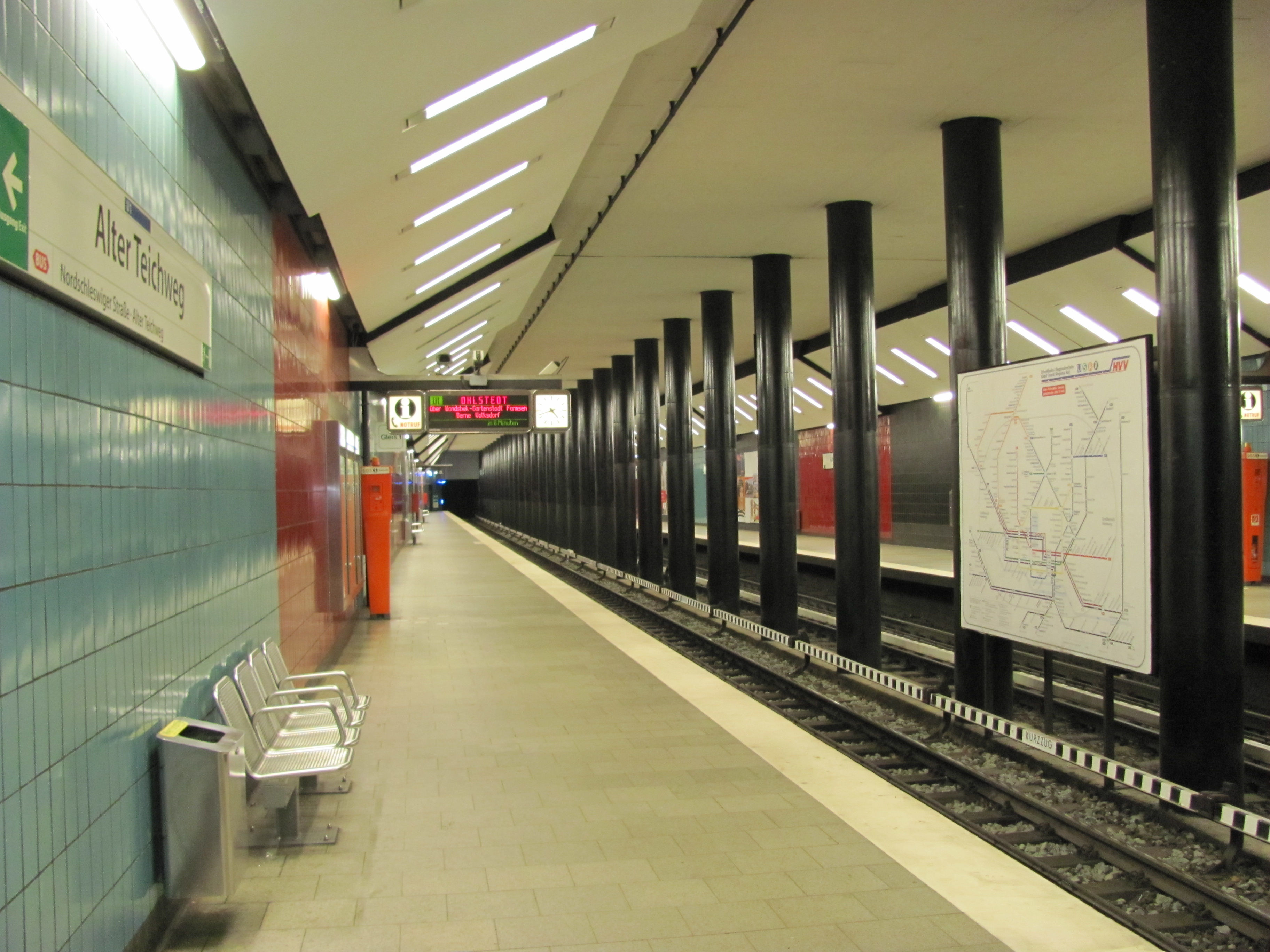
Der 1963 eröffnete U-Bahnhof Alter Teichweg

Dulsberg ist gut an das Schnellbahnnetz im Hamburger Verkehrsverbund angebunden. Im Stadtteil liegen die U-Bahnhöfe Straßburger Straße und Alter Teichweg der Linie U1 sowie der Bahnhof Friedrichsberg der S-Bahn-Linie S1. Die Fahrtzeit in die Hamburger Innenstadt beträgt etwas weniger als eine Viertelstunde, die U-Bahn verkehrt zwischen 6 und 21 Uhr alle fünf Minuten. Daneben verkehren die Metrobuslinie 16 (Wandsbek Ost – Dulsberg – Eilbek – Hauptbahnhof – Rathausmarkt – Neustadt – St. Pauli – Bf. Altona – Elbe-Einkaufszentrum), die Metrobuslinie 23 (Niendorf Markt – Barmbek – Dulsberg – Wandsbek Markt – Billstedt), die Metrobuslinie 28 (Lufthansa-Basis – Alsterdorf – City Nord – Barmbek-Nord – Dulsberg – Wandsbek Markt) und zwei weitere Stadtbuslinien.
Stadtrad Hamburg verfügt über drei Stationen im Stadtteil. Die Veloroute 6 des Hamburger Haupt-Radwegenetzes verläuft am Süd- und Ostrand des Stadtteils auf der Stormarner Straße und dem Eulenkamp. Die Route verbindet Dulsberg entlang des Eilbekkanals und der Alster mit der Innenstadt einerseits und etwa entlang der U-Bahn-Linie U1 mit den äußeren Stadtteilen bis Volksdorf andererseits. Der Abschnitt in Dulsberg wird seit 2020 ausgebaut.
Die Nordschleswiger Straße, vierspurig als Teil des Ring 2 ausgebaut und in Nord-Süd-Richtung verlaufend, teilt durch ihr hohes Verkehrsaufkommen das Viertel. Eine Dauer-Zählanlage an der Habichtstraße/Meisenstraße, kurz hinter der Stadtteilgrenze am Ring 2 gelegen, passierten 2015 im Schnitt 48.000 Fahrzeuge pro Werktag. Darunter waren etwa 2.800 Fahrzeuge des Schwerverkehrs. Auch die Krausestraße sowie die Straßburger Straße sind durch jeweils etwa 20.000 Fahrzeuge pro Werktag belastete Hauptstraßen im Stadtteil. Die rechnerische Lärmbelastung gemäß der Hamburger Lärmkarte entlang des Ring 2 beträgt in Dulsberg gemittelt während des Tagesstunden über 75 dBA. Nachts (22–6 Uhr) liegt die mittlere Lärmbelastung durch den Straßenverkehr entlang der Nordschleswiger Straße bei über 65 dBA. Stellenweise werden über 70 dBA erreicht.
Die Dulsberger selbst besitzen dabei vergleichsweise wenig eigene Autos. 2016 gab es 224 Privatwagen je 1.000 Einwohner und damit deutlich weniger als im Durchschnitt der Hamburger Bevölkerung (338 Privat-Pkw je 1.000 Einwohner).

### Verkehrsgeschichte

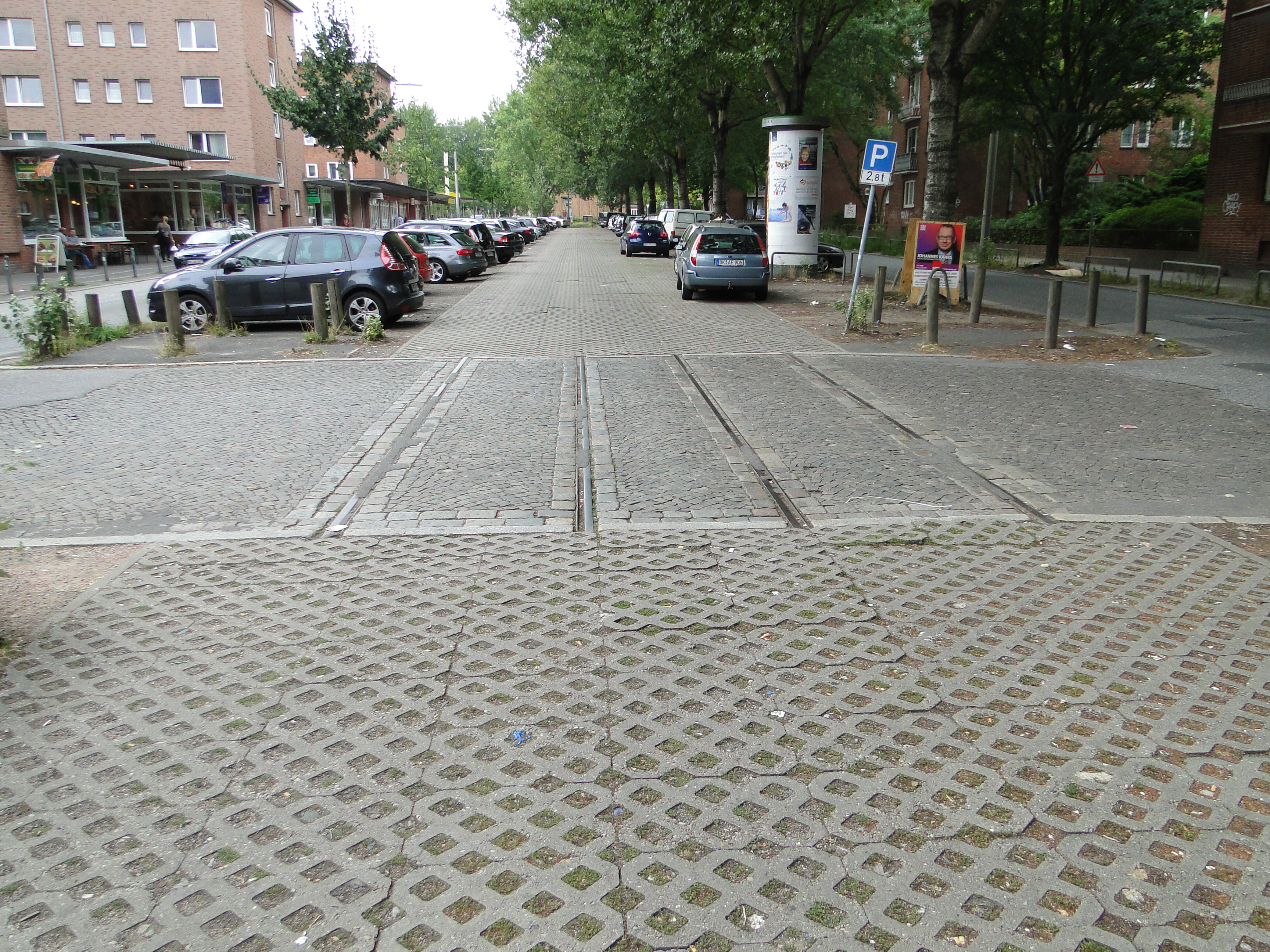
Gleisüberreste der Straßenbahn an der Straßburger Straße

Nachdem der Bau der U-Bahn zum Wandsbeker Markt erheblich mehr Geld kostete als geplant, wich man von dem Plan ab, die Strecke südlich des Eulenkamp über den Friedrich-Ebert-Damm zum Bahnhof Farmsen zu führen. Stattdessen wählte man den kürzeren Weg nach Wandsbek Gartenstadt. Es reichte so aber noch für zwei Haltestellen. So beträgt der Haltestellenabstand zwischen den beiden Dulsberger U-Bahnhöfen Alter Teichweg und Straßburger Straße nur 550 Meter, was sonst eher in den Zentren von Großstädten üblich ist.
Durch Dulsberg führte die damalige Straßenbahnlinie 8 (Dehnhaide über Straßburger Straße und Friedrich-Ebert-Damm zur Trabrennbahn). Ab 1960 fuhr die Straßenbahn als Linie 16 von der Trabrennbahn über Dehnhaide bis Hagenbecks Tierpark. Der Straßenbahnverkehr in Dulsberg wurde Ende April 1963, zwei Monate nach Eröffnung der U-Bahn-Haltestelle Straßburger Straße, eingestellt. Auf dem Mittelstreifen der Straßburger Straße ist heute nur noch ein einziges, etwa sieben Meter langes Schienenfragment zu finden (zwischen Elsässer Straße und Nordschleswiger Straße), der Mittelstreifen dient nun als Parkplatzfläche. Der Betrieb aller Straßenbahnlinien in Hamburg wurde 1978 endgültig eingestellt.

## Sonstiges
Im Stadtteil gibt es acht Kindergärten, 62 Handwerksbetriebe, 24 niedergelassene Ärzte, acht Zahnärzte und drei Apotheken.
Weitere Einrichtungen sind ein Haus der Jugend, ein Spielhaus, ein Stadtteilbüro.
Der 2009 erschienene Roman Pussykiller des Autors Pavo Pejić, Jahrgang 1984, spielt im Stadtteil Dulsberg, beispielsweise am Naumannplatz, an der Tiroler Straße und an der Straßenkreuzung bei der U-Bahn-Haltestelle Straßburger Straße. Der Autor ist selbst in Dulsberg aufgewachsen.
Der Filmregisseur Özgür Yıldırım, Jahrgang 1979, bekannt für seinen Spielfilm Chico, stammt ebenfalls aus Dulsberg.
Die seit den frühen 2000er-Jahren in Hamburg ansässige Punk-/Indie-Band Schrottgrenze beschreibt im 2017 veröffentlichten Song Dulsberg das Lebensgefühl des Stadtteils.
Dulsberg gehörte von 1990 bis 2003 zu den Stadtteilen mit der höchsten Kriminalitätsrate. Seither gab es einen deutlichen Rückgang der Zahlen zu verzeichnen, die heute in einigen Deliktgruppen wie Gewaltverbrechen oder Körperverletzungen sogar unter dem gesamtstädtischen Durchschnitt liegen.

### Bildung

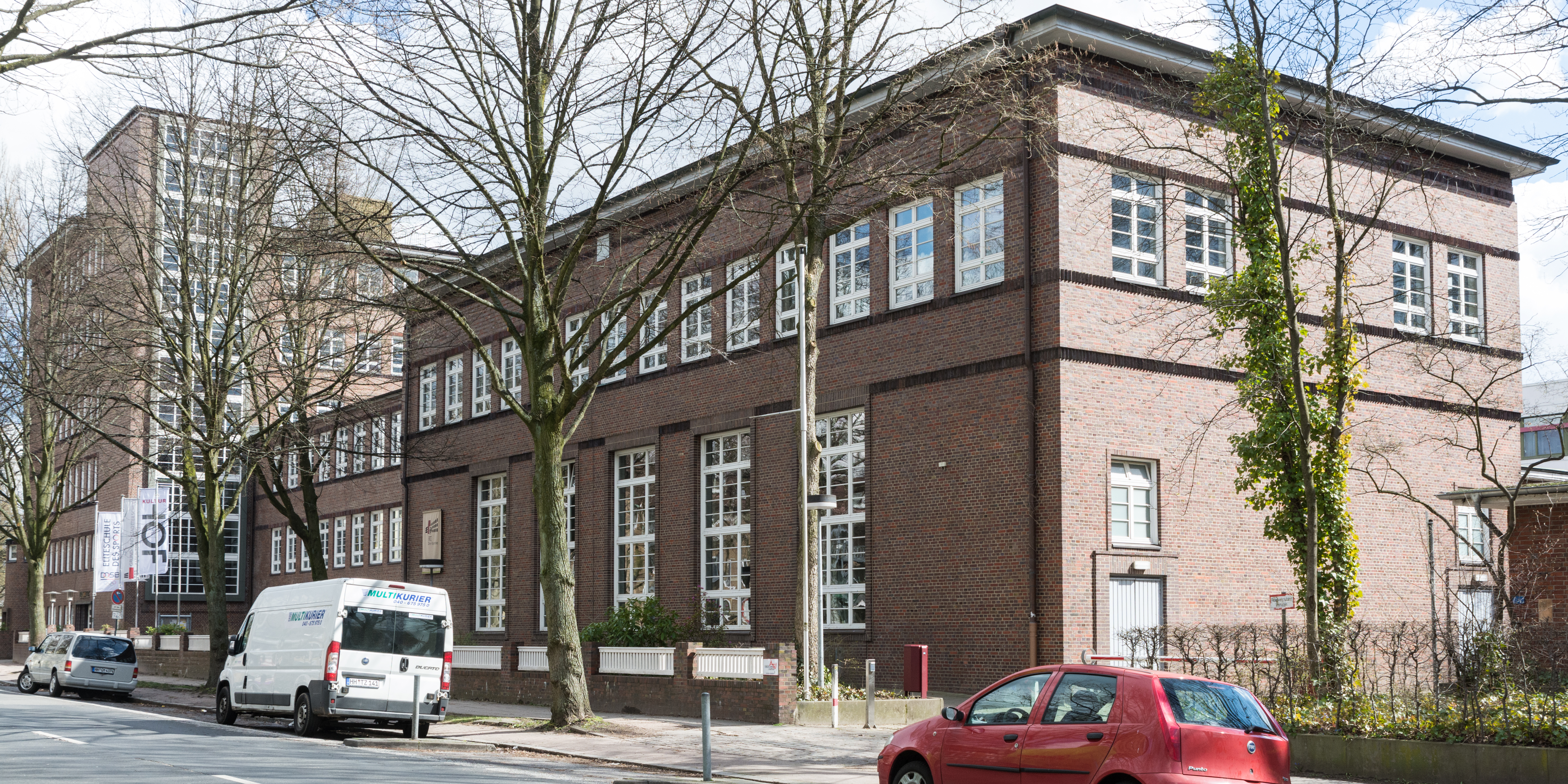
Stadtteilschule Alter Teichweg mit Kulturhof Dulsberg

In Dulsberg gibt es zwei Schulen: Die Grund- und Stadtteilschule Alter Teichweg sowie die gymnasiale Oberstufe der Emil-Krause-Schule an der Krausestraße.